# Tournoi de clôture du championnat du Panama de football 2020
Navigation
Tournoi précédent Tournoi suivant
Le Tournoi Clausura 2020 est le vingt-sixième tournoi saisonnier disputé au Panama.
C'est cependant la 53e fois que le titre de champion du Panama est remis en jeu.
En raison d'un calendrier écourté pour cause de pandémie de Covid-19, chacun des dix clubs participant est confronté une seule fois aux neuf autres équipes, contrairement à deux fois à l'ordinaire. Puis les six meilleurs s'affrontent lors d'une phase finale à la fin du tournoi.
Une place à deux places sont qualificatives pour la Ligue de la CONCACAF 2020, attribuées à l'issue de ce championnat au vainqueur du tournoi Apertura et à la meilleure équipe non-championne au classement cumulé des deux tournois.

## Les dix équipes participantes
Ce tableau présente les dix équipes qualifiées pour disputer le championnat 2019-2020. On y trouve le nom des clubs, le nom des stades dans lesquels ils évoluent ainsi que la capacité et la localisation de ces derniers.
| Club                      | Stade                         | Capacité | Ville            |
| Alianza FC                | Camp Luis Ernesto Tapia (es)  | 900      | Ciudad de Panamá |
| Deportivo Árabe Unido     | Stade Armando Dely Valdes     | 1 221    | Colón            |
| Atlético Chiriquí         | Stade San Cristóbal           | 3 082    | David            |
| Costa del Este            | Stade Maracaná                | 5 500    | Ciudad de Panamá |
| Independiente La Chorrera | Stade Agustín Sánchez         | 5 500    | La Chorrera      |
| CD Plaza Amador           | Stade Maracaná                | 5 500    | Ciudad de Panamá |
| San Francisco FC          | Stade Agustín Muquita Sánchez | 3 000    | La Chorrera      |
| Sporting San Miguelito    | Camp Luis Ernesto Tapia (es)  | 900      | San Miguelito    |
| Tauro FC                  | Stade Rommel Fernández        | 32 000   | Ciudad de Panamá |
| CD Universitario          | Universitario                 | 3 800    | Penonomé         |

| \| Ciudad de Panamá : Alianza Costa del Este Plaza Amador Tauro Universitario Ciudad de Panamá Árabe Unido San Francisco La Chorrera San Miguelito Chiriquí \| Localisation des clubs. |
| Ciudad de Panamá : Alianza Costa del Este Plaza Amador Tauro Universitario Ciudad de Panamá Árabe Unido San Francisco La Chorrera San Miguelito Chiriquí                               |

## Compétition
Le tournoi Clausura se déroule de la même façon que le tournoi saisonnier précédent, en deux phases :
- La phase de qualification : les neuf journées de championnat.
- La phase finale : les quarts de finale à la finale.

### Phase de qualification
Lors de la phase de qualification les dix équipes affrontent une seule fois les neuf autres équipes selon un calendrier tiré aléatoirement.
Les deux meilleures équipes sont qualifiées pour les demi-finales tandis que les quatre équipes suivantes sont qualifiées pour les quarts de finale.
Le classement est établi sur le barème de points classique (victoire à 3 points, match nul à 1, défaite à 0).
Le départage final se fait selon les critères suivants :
- Le nombre de points.
- La différence de buts générale.
- Le nombre de buts marqué.

| Rang | Équipe                    | Pts | J | G | N | P | Bp | Bc | Diff |
| ---- | ------------------------- | --- | - | - | - | - | -- | -- | ---- |
| 1    | Independiente La Chorrera | 18  | 9 | 5 | 3 | 1 | 15 | 4  | +11  |
| 2    | Tauro FC                  | 15  | 9 | 4 | 3 | 2 | 11 | 9  | +2   |
| 3    | Alianza FC                | 14  | 9 | 3 | 5 | 1 | 12 | 8  | +4   |
| 4    | San Francisco FC          | 14  | 9 | 3 | 5 | 1 | 8  | 4  | +4   |
| 5    | CD Plaza Amador           | 13  | 9 | 3 | 4 | 2 | 5  | 5  | 0    |
| 6    | Costa del Este            | 12  | 9 | 2 | 6 | 1 | 11 | 9  | +2   |
| 7    | Deportivo Árabe Unido     | 12  | 9 | 3 | 3 | 3 | 11 | 13 | -2   |
| 8    | Sporting San Miguelito    | 10  | 9 | 3 | 1 | 5 | 10 | 11 | -1   |
| 9    | Atlético Chiriquí P       | 5   | 9 | 0 | 5 | 4 | 6  | 11 | -5   |
| 10   | CD Universitario          | 3   | 9 | 0 | 3 | 6 | 3  | 18 | -15  |

| Légende : Qualifications et relégations | Légende : Qualifications et relégations |
| --------------------------------------- | --------------------------------------- |
|                                         | Qualifié pour les demi-finales          |
|                                         | Qualifié pour les quarts de finale      |
|                                         | P Promu de la saison 2018-2019          |

| Résultats (▼dom., ►ext.)                                   | Ali | Chi | LaC | Cos | Uni | Pla | Ara | SanF | SanM | Tau |
| Alianza FC                                                 |     |     |     |     | 0-0 |     | 5-2 |      | 1-0  | 2-2 |
| Atlético Chiriquí                                          | 1-2 |     |     | 3-3 | 0-0 | 1-2 |     |      |      | 0-1 |
| Independiente La Chorrera                                  | 1-1 | 2-0 |     | 2-1 | 4-0 | 0-0 |     |      |      |     |
| Costa del Este                                             | 1-1 |     |     |     | 3-0 | 1-1 | 1-1 |      | 2-1  |     |
| CD Universitario                                           |     |     |     |     |     |     |     | 0-1  | 1-4  | 1-4 |
| CD Plaza Amador                                            | 1-0 |     |     |     | 0-0 |     | 0-2 | 0-0  |      | 0-1 |
| Deportivo Árabe Unido                                      |     | 0-0 | 2-0 |     | 2-1 |     |     |      | 1-2  |     |
| San Francisco FC                                           | 0-0 | 1-1 | 1-1 | 0-0 |     |     | 3-0 |      |      |     |
| Sporting San Miguelito                                     |     | 0-0 | 0-2 |     |     | 0-1 |     | 1-2  |      |     |
| Tauro FC                                                   |     |     | 0-3 | 0-0 |     |     | 1-1 | 1-0  | 1-2  |     |
| - Victoire à domicile - Match nul - Victoire à l'extérieur |     |     |     |     |     |     |     |      |      |     |

### Phase finale
Les six équipes qualifiées sont réparties dans le tableau final d'après leur classement général, le deuxième affrontant lors des demi-finales le vainqueur du quart opposant le quatrième au cinquième et le premier affrontant le vainqueur du quart opposant le troisième au sixième.
En cas d'égalité sur la somme des deux matchs, les deux équipes sont dans un premier temps départagées par la règle des buts marqués à l'extérieur puis par leur classement général si cela est nécessaire, sauf lors de la finale où des prolongations puis une séance de tirs au but ont éventuellement lieu.

#### Tableau
|  |                           |                  |                  |               |               |   |   |            |            |            |                           |            |   |  |        |        |        |        |        |  |  |
|  | 1/4 de finale             | 1/4 de finale    | 1/4 de finale    | 1/4 de finale | 1/4 de finale |   |   | 1/2 finale | 1/2 finale | 1/2 finale | 1/2 finale                | 1/2 finale |   |  | Finale | Finale | Finale | Finale | Finale |  |  |
|  |                           |                  |                  |               |               |   |   |            |            |            |                           |            |   |  |        |        |        |        |        |  |  |
|  |                           |                  |                  |               |               |   |   |            |            |            |                           |            |   |  |        |        |        |        |        |  |  |
|  |                           |                  |                  |               |               |   |   |            |            |            |                           |            |   |  |        |        |        |        |        |  |  |
|  |                           |                  |                  |               |               |   |   |            |            |            |                           |            |   |  |        |        |        |        |        |  |  |
|  |                           |                  |                  |               |               |   |   |            |            |            |                           |            |   |  |        |        |        |        |        |  |  |
|  | Independiente La Chorrera | (1)              | 2                | 0             |               |   |   |            |            |            |                           |            |   |  |        |        |        |        |        |  |  |
|  | Independiente La Chorrera | (1)              | 2                | 0             |               |   |   |            |            |            |                           |            |   |  |        |        |        |        |        |  |  |
|  |                           |                  | Costa del Este   | (6)           | 1             | 0 |   |            |            |            |                           |            |   |  |        |        |        |        |        |  |  |
|  | Alianza FC                | (3)              | Costa del Este   | (6)           | 1             | 0 | 1 |            |            |            |                           |            |   |  |        |        |        |        |        |  |  |
|  | Alianza FC                | (3)              |                  |               |               |   |   |            |            |            |                           |            |   |  |        |        |        |        |        |  |  |
|  | Costa del Este            | (6)              | 4                |               |               |   |   |            |            |            |                           |            |   |  |        |        |        |        |        |  |  |
|  | Costa del Este            | (6)              | 4                |               |               |   |   |            |            |            | Independiente La Chorrera | (1)        | 3 |  |        |        |        |        |        |  |  |
|  |                           |                  |                  |               |               |   |   |            |            |            | Independiente La Chorrera | (1)        | 3 |  |        |        |        |        |        |  |  |
|  |                           | San Francisco FC | (4)              | 1             |               |   |   |            |            |            |                           |            |   |  |        |        |        |        |        |  |  |
|  |                           |                  |                  |               |               |   |   |            |            |            |                           |            |   |  |        |        |        |        |        |  |  |
|  |                           |                  |                  |               |               |   |   |            |            |            |                           |            |   |  |        |        |        |        |        |  |  |
|  |                           |                  |                  |               |               |   |   |            |            |            |                           |            |   |  |        |        |        |        |        |  |  |
|  | Tauro FC                  | (2)              | 0                | 2             |               |   |   |            |            |            |                           |            |   |  |        |        |        |        |        |  |  |
|  | Tauro FC                  | (2)              | 0                | 2             |               |   |   |            |            |            |                           |            |   |  |        |        |        |        |        |  |  |
|  |                           |                  | San Francisco FC | (4)           | 2             | 2 |   |            |            |            |                           |            |   |  |        |        |        |        |        |  |  |
|  | San Francisco FC          | (4)              | San Francisco FC | (4)           | 2             | 2 | 1 |            |            |            |                           |            |   |  |        |        |        |        |        |  |  |
|  | San Francisco FC          | (4)              |                  |               |               |   | 1 |            |            |            |                           |            |   |  |        |        |        |        |        |  |  |
|  | CD Plaza Amador           | (5)              | 0                |               |               |   |   |            |            |            |                           |            |   |  |        |        |        |        |        |  |  |
|  | CD Plaza Amador           | (5)              | 0                |               |               |   |   |            |            |            |                           |            |   |  |        |        |        |        |        |  |  |

#### Quarts de finale
| Club             | Score | Club            | Commentaire |
| Alianza FC       | 1-4   | Costa del Este  |             |
| San Francisco FC | 1-0   | CD Plaza Amador |             |

#### Demi-finales
| Club                      | Aller | Retour | Club             | Commentaire |
| Independiente La Chorrera | 2-1   | 0-0    | Costa del Este   |             |
| Tauro FC                  | 0-2   | 2-2    | San Francisco FC |             |

#### Finale
| 20 décembre 2020 | Independiente La Chorrera                                     | 3:1   | San Francisco FC       | Stade Agustín Sánchez      |                            |
|                  | Azmahar Ariano 21e · Alfredo Stephens 60e (pen.) 90+5e (pen.) | (1:0) | 89e Isidoro Hinestroza | Arbitrage : Oliver Vergara | Arbitrage : Oliver Vergara |
|                  | Rapport                                                       |       |                        | Arbitrage : Oliver Vergara | Arbitrage : Oliver Vergara |

| Vainqueur du Tournoi Clausura 2020 Independiente La Chorrera 3e titre |

## Bilan du tournoi
| Tournoi de clôture du championnat de football du Panama 2020 |                                          |
| Champion                                                     | Independiente de La Chorrera (15e titre) |
| Dauphin                                                      | San Francisco FC                         |
| Qualifications continentales                                 |                                          |
| Ligue de la CONCACAF 2021                                    | Independiente de La Chorrera             |

## Statistiques

### Buteurs
| Rang | Nom              | Équipe                       | Buts |
| 1    | Alfredo Stephens | Independiente de La Chorrera | 7    |
| 2    | Yair Jaén        | Costa del Este               | 5    |
| 3    | Edwin Aguilar    | Tauro FC                     | 4    |